# Ленинский (Весёловский район)
Ленинский — хутор в Весёловском районе Ростовской области.
Входит в состав Верхнесолёновского сельского поселения.

## География
Хутор расположен на правом берегу Садковского канала.

### Улицы
| - пер. Зелёный, - пер. Майский, - пер. Театральный, - ул. Вишнёвая, - ул. Мира, - ул. Молодёжная, | - ул. Новая, - ул. Садовая, - ул. Степная, - ул. Строителей, - ул. Школьная, - ул. Юбилейная. |

## История
Начало образования хутора считают 1920 год, когда в этом году из хутора Маныч-Балабинка выехали 10 семей и поселились на месте ныне существующего хутора Ленинский. По воспоминаниям местной жительницы Иванченко Веры Петровны, это были — Булгаков Михей Ильич и его брат Пётр Ильич, Иванченко Пётр Иванович, Иванченко Кузьма Андреевич, Сенченко Дмитрий, Сафонов Владимир Викторович, Сенченко Дмитрий, Рябошапко Андрей Фёдорович, Шаталов Никита Павлович, Сидоров Фёдор Фёдорович, Надеждин. Они со своими семьями начали освоение земель, полученных от государства в аренду на 3 года. Эти земли ранее принадлежали казакам Цыганковым, которые после революции были высланы как кулаки. Под руководством Булгакова Михея Ильича было организовано ТОЗ (товарищество по совместной обработке земли) — первое объединение земледельцев. Новосёлы три года пользовались льготами государства, работали и строились, не платя налогов.
Вскоре было построено десять семейных домов немецкого типа — под одну крышу. Неподалёку от вновь возникшего хутора стали образовываться немецкие колонии, которые были заселены в 1924 году переехавшими немецкими семьями. Так, в 2-3 километрах от хутора образовались немецкие поселения: Розенфельд, Розенталь и Чаканов (Чаканиха). Они очень быстро обзавелись скотом, лошадьми, сельзозинвентарём и занялись выращиванием высоких сортов пшеницы. В 1928 году эти колонки объединились в один колхоз, получивший название Карла Либкнехта.
После смерти В. И. Ленина поселенцы захотели назвать хутор именем Ленина. Это было выполнено официальной хуторской делегацией в город Ростов-на-Дону, центр Азово-Черноморского края, в состав которого входила в то время Ростовская область — хутору присвоили имя Ленина.
Позже ТОЗы были ликвидированы, а во время НЭПа образовались единоличные хозяйства. По период сплошной коллективизации в 1930 году, четыре соседних хутора — Ленинский, Ясная Поляна, Знаменка (Красное знамя) и Ново-Павловка образовали колхоз «Колхозная Правда–1». Первым его председателем был Коваленко из Маныч-Балабинки. Правление колхоза находилось в хутолре Ново-Павловка по март 1943 года.
В 1932 году в хуторе Ленинский была открыта школа. Располагалась она в доме раскулаченного Рябошапки. Первым учителем был Нифонтов Валентин Герасимович. Все дети разного возраста сидели в одном помещении за длинными партами. Затем школу перенесли в Знаменку, т. к. из других окрестных хуторов детям в Знаменку добираться было ближе. В 1935 году на базе хутора было решено организовать МТС. Первым директором МТС был Вышилков, которого в 1938 году сменил Бруев Н. Г., а первым механиком был Молчанов. В 1936 году появились первые трактора, но они ещё бездействовали, нужны были кадры. Первыми трактористами, окончившими курсы в 1936 году, были хуторяне: Теличко Ф. Г., Мищенко И. А., Мищенко Ф. А. Трактористы были местные, а вот комбайнёров присылали. Многие комбайнёры, создав семьи, остались жить здесь: Фуников И. М., Гордиенко С. Ф. и другие. Поскольку жить специалистам было негде, государство выкупило дома у местных жителей, которым было предложено переехать в другие хутора. Некоторые из них уехали в город Новочеркасск и  хутор Ново-Павловка.
В июне 1941 года, с началом Великой Отечественной войны, многие жители х. Ленинский с первых дней войны ушли на фронт, и большая часть из них не вернулась. Территория колхоза была оккупирована захватчиками с июня 1942 года. Шесть месяцев находились немцы в хуторе, расстреливая комсомольцев и коммунистов. 18 января 1943 года подразделения 54-й механизированной бригады изгнали немцев, освободив хутор.
После освобождения территории от немцев нужно было восстанавливать разрушенное хозяйство. Труженики колхоза в тяжелейших условиях трудились, восстанавливая разрушенное хозяйство. В 1950-х годах произошло укрупнение колхозов. 27 сентября 1950 года колхозы имени Чкалова и имени Никифорова (х. Русский) объединились в колхоз имени Жданова. В 1953 году в Ростовской области была построена крупная оросительная система, которая прошла и через земли колхоза им. Жданова. В эти же годы началось заселение пустующих земель. Из западной Украины, Волынской области в х. Ленинский начали прибывать первые поселенцы. В настоящее время они составляют основную часть жителей хутора.
В 1956 году в колхоз имени Жданова влился колхоз имени Молотова (хутора Маныч-Балабинка и Спорный). В 1958 году были реорганизованы МТС. Все их фонды были проданы колхозам. На месте Ленинской МТС были созданы ремонтные мастерские колхоза имени Жданова. Весь тракторный и машинный парки перешли в собственность колхоза.
В 1960-е годы хутор Ленинский вырос и преобразился. В эти годы в нём насчитывалось 280 дворов, где проживали 1100 жителей. Было построено 5 одноквартирных домов, к ним  было проведено  водяное отопление. Отопительная система охватывала ремонтные мастерские, контору правления колхоза, столовую, клуб, магазин. Главная улица хутора — Вишнёвая, была заасфальтирована. Начиная с 1968 года ребята стали учиться в новой школе на 196 мест.
В 1988 году колхоз имени Жданова был разделён: хутора Маныч-Балабинка и Спорный отошли от колхоза во вновь образованный совхоз «Шахаевский», а 25 апреля 1989 года колхоз имени Жданова был переименован в колхоз «Ленинский путь». 30 марта 1993 года колхоз был реорганизован в акционерное общество закрытого типа «Нива».

## Население
| 1989 | 2002  | 2010  |
| ---- | ----- | ----- |
| 1200 | ↘1160 | ↘1036 |

## Инфраструктура
В нынешнее время в хуторе Ленинский более 400 дворов. Все улицы и подъезды к домам заасфальтированы. Дома кирпичные, добротные, с хозяйственными постройками. Имеется общеобразовательная школа.
Средний возраст работающих в сельском хозяйстве 32—36 лет. Имеется 5413 га земли, пашни 4721 га, из них 2042 га орошаемых. ЗАО «Нива» имеет статус семеноводческого хозяйства района. Производство семян пшеницы, ячменя, кукурузы, лука, овощных культур — основа экономики ЗАО. В машинно-тракторном парке имеется вся современная сельхозтехника. Практически весь урожай можно хранить в складах и перерабатывать в своих цехах. Работают маслоцех и цех по переработке соевого молока, крупорушка, смеситель кормов, цех по доработке початков кукурузы. В хозяйстве действует отлаженная звеньевая система организации труда, на всех производственных участках применяется чековая система взаимных расчётов.
Директор ЗАО «Нива» — Калашников В. И. был награждён «Орденом дружбы», который вручил ему президент РФ Путин В. В.